# Vaja (cyclecar)
Od roku 1928 vyráběla firma VAJA založená Valešem Janem motorové vozidlo, resp. cyclecar (dle pohotovostní hmotnosti vozidla 340 kg) pro 2-3 osoby. Jiný zdroj uvádí, že název vznikl spojením prvních písmen ze slov VALEŠ a JAP. S rozmachem automobilismu po I. světové válce se v Evropě vynořilo mnoho konstrukcí, které měly spojovat výhody automobilu s cenou přístupnou středním a nejslabším finančně vrstvám. Vznikly tak zvané cyclecary, pro něž není vhodného a výstižného českého slova.  Cyclecar byl definován tehdejšími mezinárodními předpisy jako čtyřkolové vozidlo s prvky motocyklové konstrukce, jehož pohotovostní hmotnost nesměla přesáhnout 350 kg.

## Vznik a vývoj
Poměrně značné rozšíření automobilismu a motorového sportu vůbec, které v Československu nastalo koncem 20. let, připravilo dobře půdu pro podobný, laciný a dostatečně spolehlivý vozík. Na tomto základě vznikl cyclecar Vaja, vyráběný stejnojmennou firmou, založenou p. Janem Valešem, Praha-Kobylisy, Chaberská 288/9. Malá lehká vozítka se začala v Rakousku-Uhersku vyrábět již před 1. světovou válkou. Známé a úspěšné byly tříkolky Walter (1910-1914), na které navázal po válce licenční výrobou Jaroslav Šibrava a dále je vylepšil do podoby Trimobilu Šibrava (1921-1925). S podobnými vozidly přišly na trh i velké automobilky Škoda a Tatra. Odtud byl již jen krok nabídnout na podobné koncepci čtyřkolové vozidlo. Prvním takovým vozem byl cyclecar firmy Austro-Cyclecar z Nového Jičína (1913-1914). V roce 1921 začal Ing. Břetislav Novotný v malé dílně v Brně stavět cyclecar vlastní konstrukce jménem Novo. Dokončil jej na jaře 1922 v Praze a v letech 1923 a 1924 pak v brněnské Zbrojovce vedl konstrukci jeho pokračovatele, lidového vozu Omega, záhy přejmenovaného na Disk. V případě Zbrojovky se už jednalo o malé automobily, protože pohotovostní hmotnost byla 450 kg a provozní hmotnost dosahovala 700 kg. Čtyřkolový model Šibrava 4/14 HP vznikl v roce 1923 (motor) a v roce 1925 vlastní vůz. K pohonu sloužil stejný motor boxer o zdvihovém objemu 1248 cm³ (vrtání 85 mm, zdvih 110 mm) jako ve voze Trimobil, nyní ovšem chlazený vodou. Firma uváděla, že jde o motor vlastní konstrukce. Provozní hmotnost byla 700 kg, maximální rychlost 60 km/h. Vozy byly prodávány za 34 000 korun Čtyřkolové cyclecary začal vyrábět od roku 1928 i Jan Valeš z pražských Kobylis, ale tato dílna neměla dlouhého trvání, protože svoji činnost ukončila v roce 1932. Jan Valeš pro svá vozidla používal označení cyklekar. Veřejnosti bylo nové vozítko představeno na pražském autosalonu v září 1928 a potom na výstavě motocyklů, která doprovázela Pražský vzorkový veletrh na jaře 1929 (XVII. mezinárodní jarní veletrh, 17.-24. března 1929).

## Popis cyclecaru Vaja
Jednodvéřové vozidlo VAJA mělo motor Itar, čtyřtaktní dvouválcový s rozvodem SV o zdvihovém objemu 745 cm³ (vrtání 77 mm, zdvih 80 mm), chlazený vzduchem a s výkonem 8,8 kW (12 k). Jiný zdroj uvádí vrtání 77 a zdvih 85 mm, což dává zdvihový objem 792 cm³. Vpředu umístěný motor se roztáčel klikou, za příplatek však mohl být opatřen elektrickým startérem Bosch. Od téže firmy byl i karburátor, později byl nabízen karburátor Solex. Benzín z nádržky, umístěné vpředu pod kapotou, ke karburátoru byl dopravován samospádem. Mazání automatické, olej byl v motorové skříni. Spojka suchá. Rychlostní skříň měla 3 rychlosti vpřed a jednu vzad. Rozvodovka zadní poháněné nápravy byla vybavena kuželovým soukolím bez diferenciálu, což při rychlosti do 60 km/h nebylo nutné.

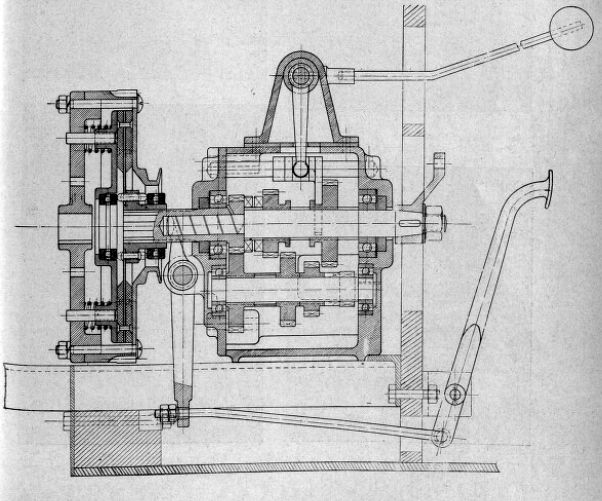
Skica převodovky se spojkou Vaja (1929)

Obě nápravy byly tuhé. Nožní brzda působila na pravé zadní kolo, ruční brzda pak na levé. Pérování vpředu čtvrteliptickými péry, vzadu půleliptickými. Řízení vozu prostřednictvím volantu se šnekovým převodem. Stroj byl vybaven i osvětlením Bosch. Karoserie byla potažena imitací kůže; blatníky, kapota a jediná dvířka byly kovové
Hmotnost vozu byla 340 kg. Rozchod kol vpředu i vzadu 105 cm. Rozvor kol 240 cm. Délka vozu 340 cm, šířka vozu 130 cm. Výška otevřeného vozu s nataženou střechou 140 cm. Spotřeba benzinu 6 litrů na 100 km. Spotřeba oleje 30 dkg na 100 km. Typ s upraveným motorem Itar dociloval rychlosti 60 km za hodinu. Byly připravovány do výroby i sportovní typy, který dosahoval rychlosti až 75 km/h a typ s dvouválcovým motorem do V JAP 1000 cm³ (90 km/h). Cyclecar Vaja s britským motorem JAP a s kompletní elektrickou výbavou Bosch stál 21500 Kč.

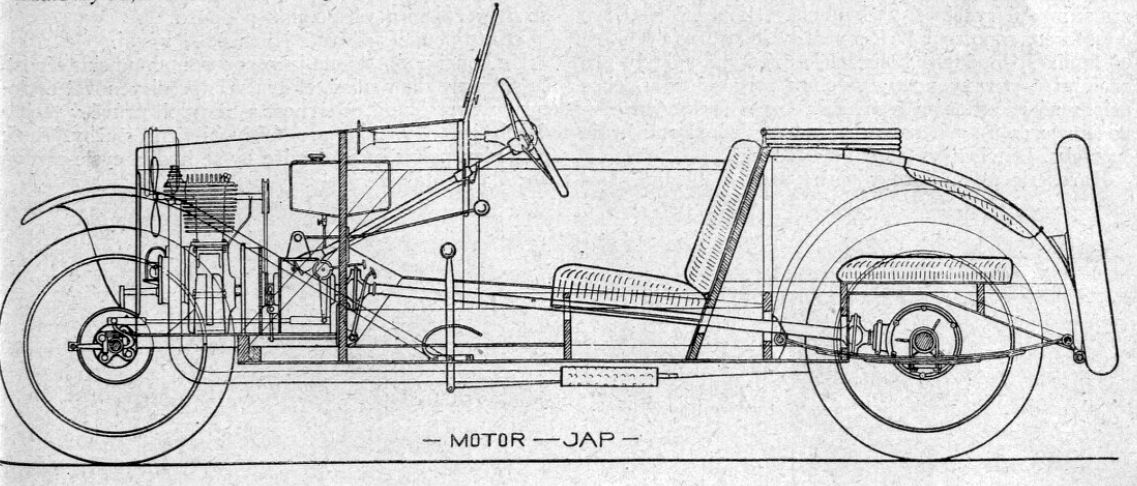
Cyclecar Vaja s motorem JAP (1929)

## Použití
V letech 1929-1932 bylo vyrobeno šest vozidel tohoto typu. Při zahájení výroby byl tento cyclecar nabízen v ceně 18000 Kč, později sportovní, dvousedadlový otevřený vůz (roadster) s nouzovým sedadlem v zadní části karoserie byl nabízen za 18500 Kč. Na podzimním pražském autosalonu byl cyclecar Vaja nabízen za 19000 Kč. Jan Valeš používal reklamní slogan: Vydání jako u motocyklu, Pohodlí jako u vozu. Celkem bylo nabízeno 5 typů karoserie. Otevřený roadstar dvousedadlový, tentýž s nouzovým sedátkem v zadní části karoserie, roadster jako třísedadlový. Model dvousedadlový a třísedadlový byl i nabízen s kombinovanou karoserií (sedan).
Silniční odbor Ministerstva veřejných prací zakoupil v roce 1929 jedno vozidlo pro účely silniční služby k ověření, zda by se taková vozítka dala využívat pro tyto služby.
Firma Vaja nakonec vyrobila pouze 6 vozů a kvůli nezájmu veřejnosti musela výrobu zastavit. V prosinci 1933 bylo v Československu evidováno právě 6 vozů značky Vaja. Žádné vozítko se do současnosti nedochovalo.

## Galerie

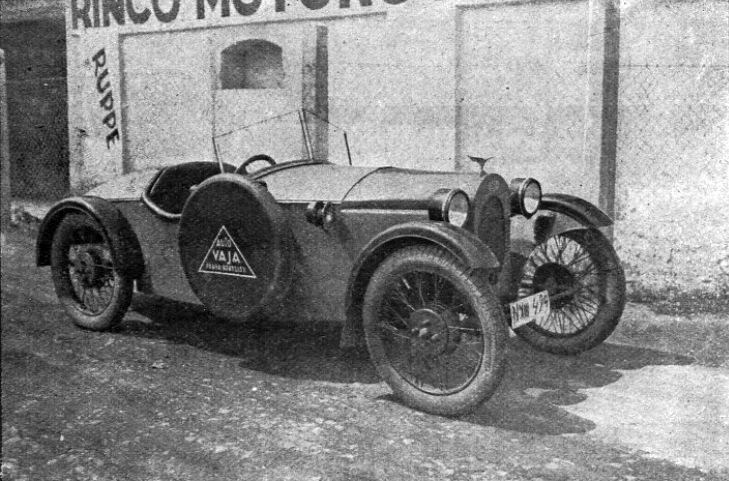
Cyclecar Vaja (1929)
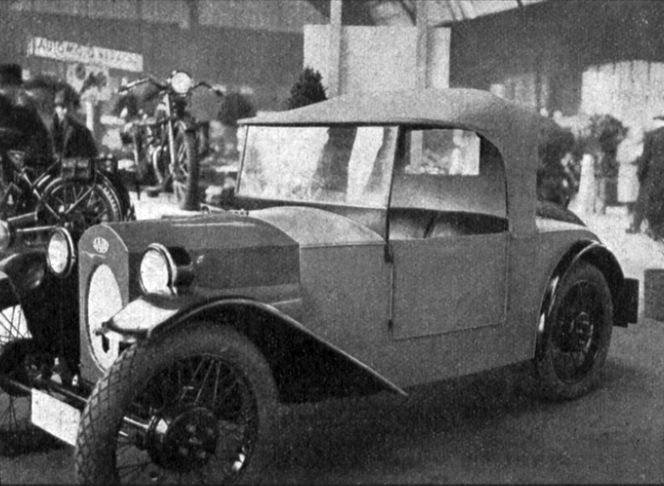
Cyclecar Vaja, roadster na výstavě v Praze (1929)
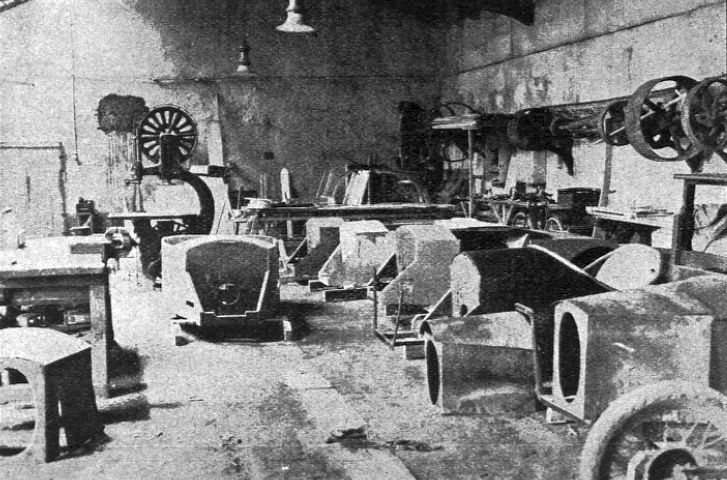
Cyclecar Vaja, výroba (1929)